# Walter van den Broeck
Pour les articles homonymes, voir Vandenbroek.
Walter van den Broeck, né le 28 mars 1941 à Olen (province d’Anvers) et mort le 5 février 2024 à Turnhout (province d'Anvers), est un romancier et dramaturge belge de langue néerlandaise.

## Œuvres originales

### Prose
- 1967 : De troonopvolger
- 1968 : Lang weekend
- 1969 : 1 cola met 6 rietjes
- 1970 : 362.880 x Jef Geys (réédité en 1985 avec l'ordre des chapitres modifiés)
- 1970 : Troïka van spoken (coécrit avec Frans Depeuter et Robin Hannelore)
- 1970 : Mietje Porseleinen Lili Spring-in-'t Veld
- 1972 : In beslag genomen. Een politiek-erotische satire
- 1974 : De dag dat Lester Saigon kwam
- 1976 : Minder cola met nog meer rietjes
- 1977 : Aantekeningen van een stambewaarder
- 1980 : Brief aan Boudewijn
- 1985 : Het beleg van Laken
- 1986 : Aangewaaid
- 1988 : ¡Querido hermano!
- 1990 : Gek leven na het bal!
- 1991 : Het gevallen baken
- 1992 : Het leven na beklag
- 1994 : Amanda en de widowmaker
- 1998 : Verdwaalde post
- 2001 : Een lichtgevoelige jongen
- 2004 : De beiaard en de dove man
- 2007 : De veilingmeester
- 2009 : Terug naar Walden
- 2011 : Een vrouw voor elk seizoen (recueil de nouvelles)
- 2013 : Het alfabet van de stilte

### Théâtre
- 1972 : Mazelen
- 1972 : Groenten uit Balen
- 1973 : De rekening van het kind
- 1974 : Een andere Vermeer
- 1974 : Greenwich
- 1978 : Het wemelbed
- 1979 : Tot nu van 't algemeen
- 1981 : Au bouillon belge
- 1982 : Tien jaar later: 't Jaar 10!
- 1986 : De tuinman van de koning (adaptation théâtrale d'un extrait de Het beleg van Laken)
- 1990 : Het proces Xhenceval
- 1994 : Amanda (pièce basée sur Amanda en de widowmaker)
- 1995 : De bloemen, de vogels, de gruwel
- 1999 : De Ronde van Vlaanderen

## Traductions françaises
- Lettre à Baudouin (traduction de Brief aan Boudewijn par Xavier Hanotte), Éditions Labor, 1984

## Adaptations cinématographiques
- 2011 : Germaine, réalisé par Frank Van Mechelen, adaptation de Groenten uit Balen

## Distinctions
- 1982 : Prix Henriette Roland Holst pour Brief aan Boudewijn (1980)